# Molino de viento

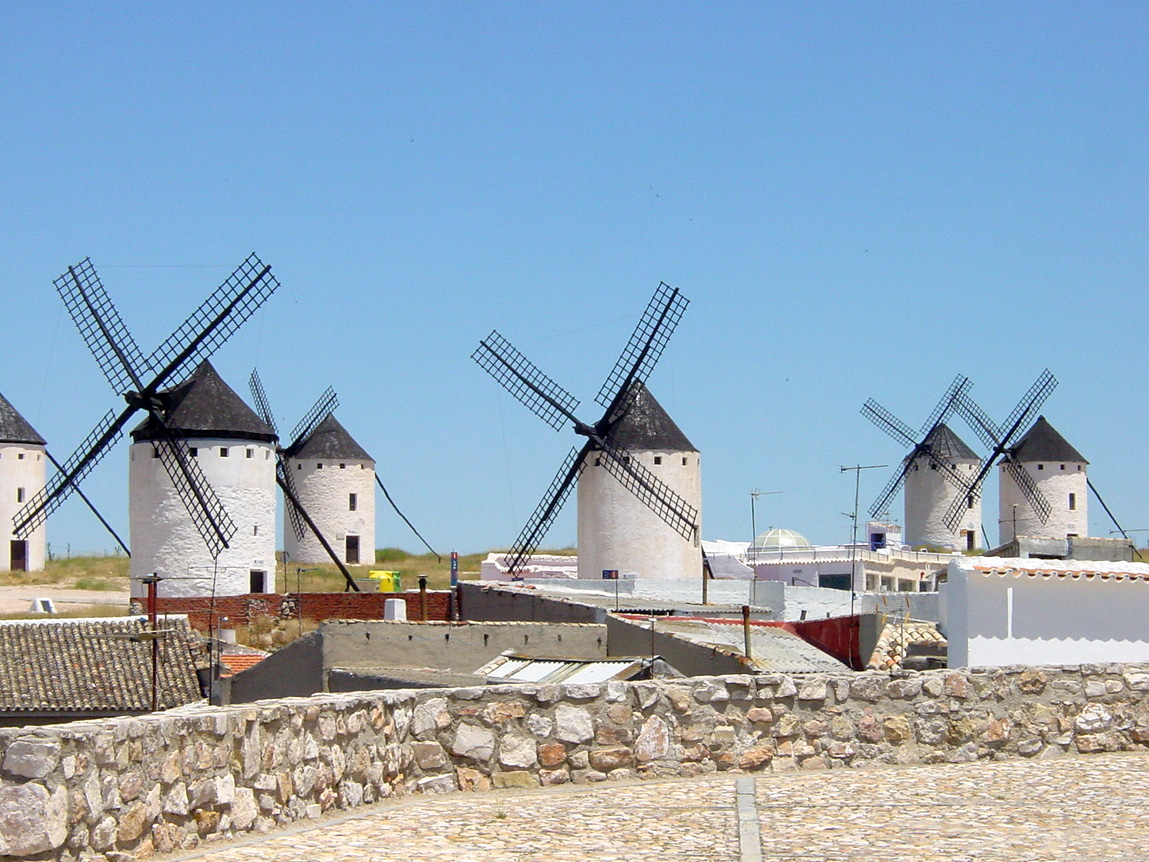
Molinos de Campo de Criptana en Castilla-La Mancha (España).

El molino de viento es una estructura que convierte la energía eólica en energía rotacional con el fin principal de moler granos. Es un tipo particular de molino que opera por medio de paletas llamadas «aspas». Aunque la locución se ha extendido a dispositivos con otros fines, tales como extraer agua del subsuelo (bomba de agua eólica) o producir electricidad (aerogenerador). A veces se los describe con el término «aeromotor».
Los molinos de viento se utilizaron a lo largo de la Alta Edad Media y períodos modernos tempranos; el molino de viento horizontal o panemone apareció por primera vez en el Gran Irán durante el siglo IX, y el molino de viento vertical apareció por primera vez en el noroeste de Europa en el siglo XII. Considerado como un icono de la cultura holandesa, hay aproximadamente 1000 molinos de viento en los Países Bajos en la actualidad.

## Tipos
Existen dos tipos básicos de molinos de viento: los horizontales y los verticales.

## Historia

### Antecedentes
En el siglo II, Herón de Alejandría describió un dispositivo denominado aneuriom que consistía en el mecanismo básico de un molino de viento de eje horizontal y cuyo fin era proporcionar el aire para el funcionamiento de un órgano. Pero no existe constancia del uso de la energía eólica en los métodos de producción por parte del mundo grecorromano. Este no se utilizó ni siquiera en circunstancias donde su construcción y aprovechamiento hubiese sido favorable.
Otro antecedente son las ruedas de plegaria tibetanas, comunes entre los siglos VI y IX. Aunque su función exacta en los rituales religiosos es desconocida.

### Primeros molinos
El primer ingenio de viento utilitario surgió entre los siglos VI y VIII en Persia, en el territorio de las actuales Irán y Afganistán. Este era de eje vertical y pronto se expandió por Oriente Medio. Los más antiguos son los de Nashtifan (Irán), los cuales están construidos con barro, paja y madera. Consisten en un muro que contiene un par de docenas de molinos de eje vertical que muelen directamente, sin el uso de engranajes. El muro se utiliza como soporte y para canalizar el flujo de aire. El texto más antiguo que menciona un molino de viento es el Libro de los ingenios mecánicos (850) de los hermanos Banu Musa.

### Expansión e introducción en Europa
El molino de viento surgido en Persia pronto se expandió al resto del mundo islámico. En un principio se asociaban a la molienda de granos, pero luego también se utilizaron para triturar minerales. Junto al molino hidráulico fueron importantes en el desarrollo económico en la Edad de Oro del islam. En el año 970 ya se lo documenta en Samarcanda (actual Uzbekistán).
Se introdujo en Europa a través de Al-Ándalus en el siglo X, encontrándose los más antiguos registrados en la provincia de Tarragona (España). El registro más antiguo en Portugal se debe al autor Ibn Mucana, que referencia uno ubicado en Alcabideche, cerca de Lisboa, alrededor del año 1000. Los molinos de viento con un eje de rotor horizontal se documentan en Flandes, el sureste de Inglaterra y Normandía desde 1180.
Se suele atribuir la invención del molino de viento de eje horizontal a los cruzados debido a su coincidencia en el tiempo, aunque esto no está confirmado. Algunas hipótesis refieren a su invención en Persia y posterior introducción en Europa y otras que afirman que ya existían en este continente antes de las cruzadas. Según Ambrosio de Normandía (n. 1190), este no se introdujo en Oriente Medio sino hasta la Tercera Cruzada (1187). Aunque lo más probable es que sea un diseño europeo.

### Edad Media
Tras la llegada del molino de viento a Europa, este se extendió rápidamente. Especialmente en las regiones donde no hay suficientes recursos hídricos, estos estaban sobreexplotados o se congelan en invierno. Aunque no hay datos certeros sobre su número antes del siglo XIV, puesto que rara vez se los identificaba de los molinos hidráulicos. La expansión tuvo dos vías claramente distinguibles: una mediterránea, iniciada en la Europa islámica, y otra centrada en el triángulo formado por Bretaña, Inglaterra y los Países Bajos. Ambas corrientes dieron origen a tipologías de molino diferentes.

## Expansión y olvido

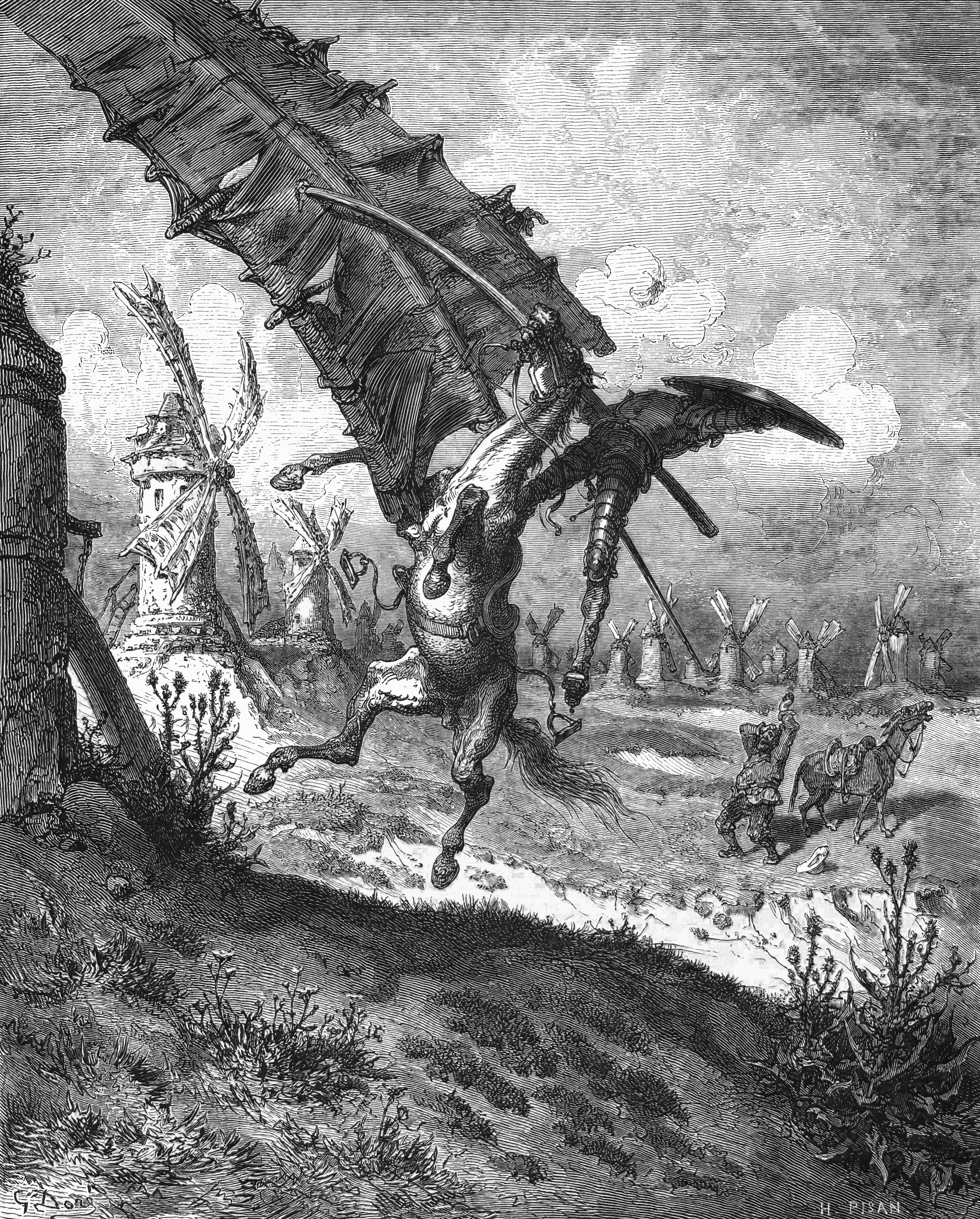
Don Quijote siendo golpeado por un molino de viento (ilustración de 1863 de Gustave Doré).

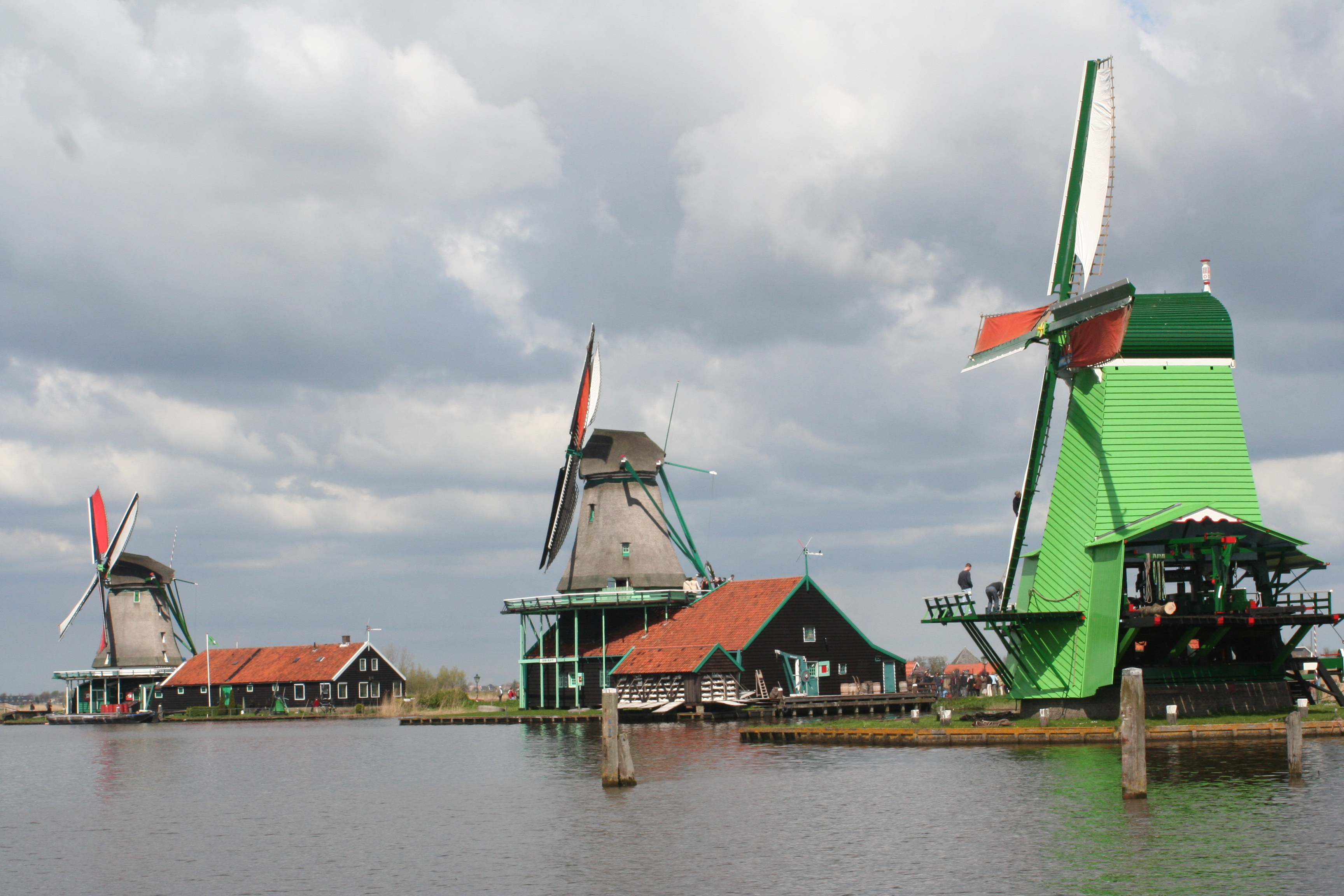
Almazara De Zoeker, molino de pintura De Kat i aserradero paltrok De Gekroonde Poelenburg en Zaanse Schans.

A partir del siglo XIV, los molinos de viento se hicieron populares en Europa; se estima que el número total de unidades fue de alrededor de 200 000 en su punto máximo en 1850, lo que es modesto en comparación con las 500 000 ruedas hidráulicas. Los molinos de viento se aplicaron en regiones donde había muy poca agua, donde los ríos se congelan en invierno y en terrenos planos donde el flujo del río era demasiado lento para proporcionar la energía requerida. Con la llegada de la revolución industrial, la importancia del viento y el agua como fuentes primarias de energía industrial disminuyó, y finalmente fueron reemplazadas por motores de vapor (en molinos de vapor) y combustión interna, aunque se siguieron construyendo molinos de viento en gran número hasta finales del siglo XIX. Más recientemente, los molinos de viento se han conservado por su valor histórico, en algunos casos como exhibiciones estáticas cuando la maquinaria antigua es demasiado frágil para ponerla en movimiento, y en otros casos como molinos en pleno funcionamiento.
De los 10 000 molinos de viento en uso en los Países Bajos alrededor de 1850, unos 1000 siguen en pie. La mayoría de estos están siendo administrados por voluntarios, aunque algunos molinos de molienda todavía funcionan comercialmente. Muchos de los molinos de drenaje se han designado como respaldo de las modernas estaciones de bombeo. Se dice que el distrito de Zaan fue la primera región industrializada del mundo con alrededor de 600 industrias eólicas en funcionamiento a finales del siglo XVIII. Las fluctuaciones económicas y la revolución industrial tuvieron un impacto mucho mayor en estas industrias que en los molinos de granos y drenaje, por lo que quedan muy pocos.
La construcción de molinos se extendió a la Colonia del Cabo en el siglo XVII. Los primeros molinos de torre no sobrevivieron a los vendavales de la Península del Cabo, por lo que en 1717 el Heeren XVII envió carpinteros, albañiles y materiales para construir un molino duradero. El molino, terminado en 1718, pasó a ser conocido como el Oude Molen y estaba ubicado entre Pinelands Station y Black River. Demolido hace mucho tiempo, su nombre sigue vivo como el de una escuela técnica en Pinelands. En 1863, Ciudad del Cabo tenía 11 molinos que se extendían desde Paarden Eiland hasta Mowbray.

## En la cultura popular
Los molinos de viento y sus aspas han sido objeto de figuras retóricas en varias obras. Entre ellas se destaca la obra literaria de Miguel de Cervantes, Don Quijote de la Mancha (1605), donde el protagonista lucha contra molinos de viento creyendo que son gigantes. De allí surge la expresión «luchar contra molinos de viento» con el significado de «pelear contra enemigos imaginarios» o «contra un enemigo invencible». Según el autor Edgar Marroquín, en esta obra los molinos de viento son una alegoría del infierno cristiano, mientras que el molino hidráulico mencionado en el capítulo El barco encantado representa la redención.
En el cuento de hadas El molino de viento (1865) de Hans Christian Andersen, el molino se utiliza como símbolo del orgullo humano, el envejecimiento, la muerte y posterior resurrección del alma.
Los autores Aben Al Labbana y Luis Salvador de Austria dedicaron parte de su obra a describir poéticamente los molinos de la península ibérica. Mientras que los artistas plásticos Rembrandt y Ruisdael los retrataron en sus obras. Entre los cuadros se destacan la serie Les moulins de Rembrandt y los óleos de la colección de Kann, que muestran molinos de viento neerlandeses, belgas y alemanes.

## Molinos de viento en España

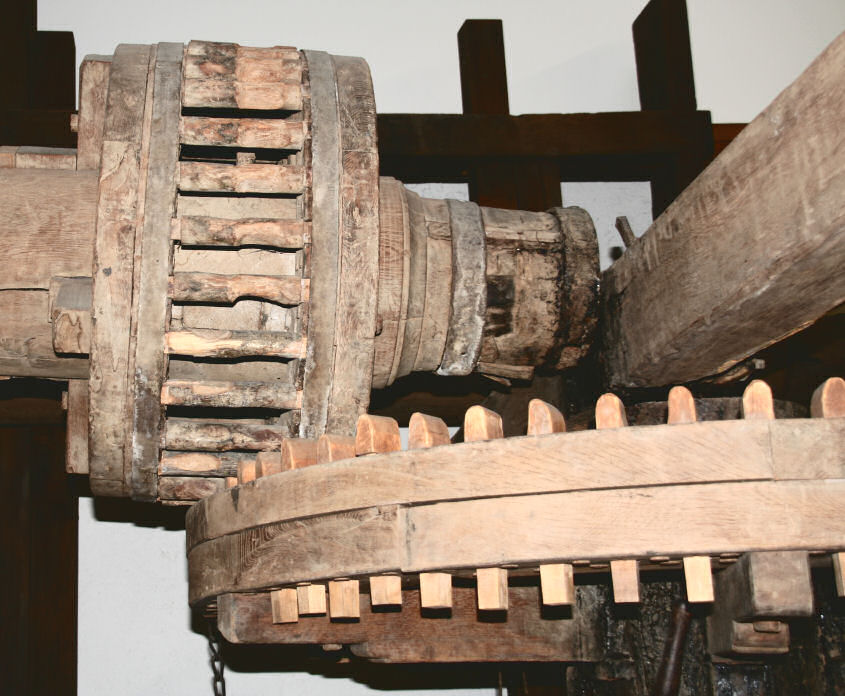
Transmisión de linterna y rueda catalina, para ejes perpendiculares.

En España, el molino de viento suele ser una estructura de piedra de forma cilíndrica o troncocónica, de base circular, en la que se apoya una parte superior independiente, que sostiene las aspas que transforman la energía del viento en energía mecánica (movimiento) y que además sirve de cubierta. Esta parte superior es un entramado de madera que puede girar sobre el tambor de piedra para orientar las aspas según la dirección del viento, mediante un largo madero (gobierno; a la derecha de los molinos de la imagen) fijo a la cubierta y exterior al edificio, que se puede amarrar a unos hitos anclados al suelo. 
En la parte superior del edificio, bajo la cubierta, hay unos ventanucos (que también se ven en la imagen) que servían para que el molinero supiera los cambios de dirección del viento y en consecuencia pudiera cambiar, con el gobierno, la orientación de las aspas como mejor convenía.
En otros países, a veces, la estructura era de madera, mucho más ligera y se movía completa para orientar las aspas. Lógicamente la solera permanecía quieta respecto al suelo.
Las aspas mueven un engranaje (linterna), que engrana con una rueda horizontal (catalina), y trasmiten el movimiento del eje de las aspas a un eje vertical, que mueve la volandera.
Sobre las aspas se disponían unas lonas para recibir el viento, que se retiraban cuando no era necesario el movimiento, con lo que se evitaba el uso de los mecanismos, que eran generalmente de madera y por lo tanto muy propensos al desgaste. En otros molinos, como en los de Cartagena, no hay aspas propiamente, sino solamente lonas, en forma de vela triangular, que se enrollaban en el palo del aspa, cuando no eran necesarias. 
El molino de viento, todavía existente, datado como el más antiguo en Castilla y León es el molino del Cubo, ubicado en la villa segoviana de Cuéllar, fechado en el siglo XV. Madoz mencionaba, a mediados del siglo XIX, los de Villalón de Campos, Cabreros del Monte y Villafrechós.

## Otros usos de esta energía

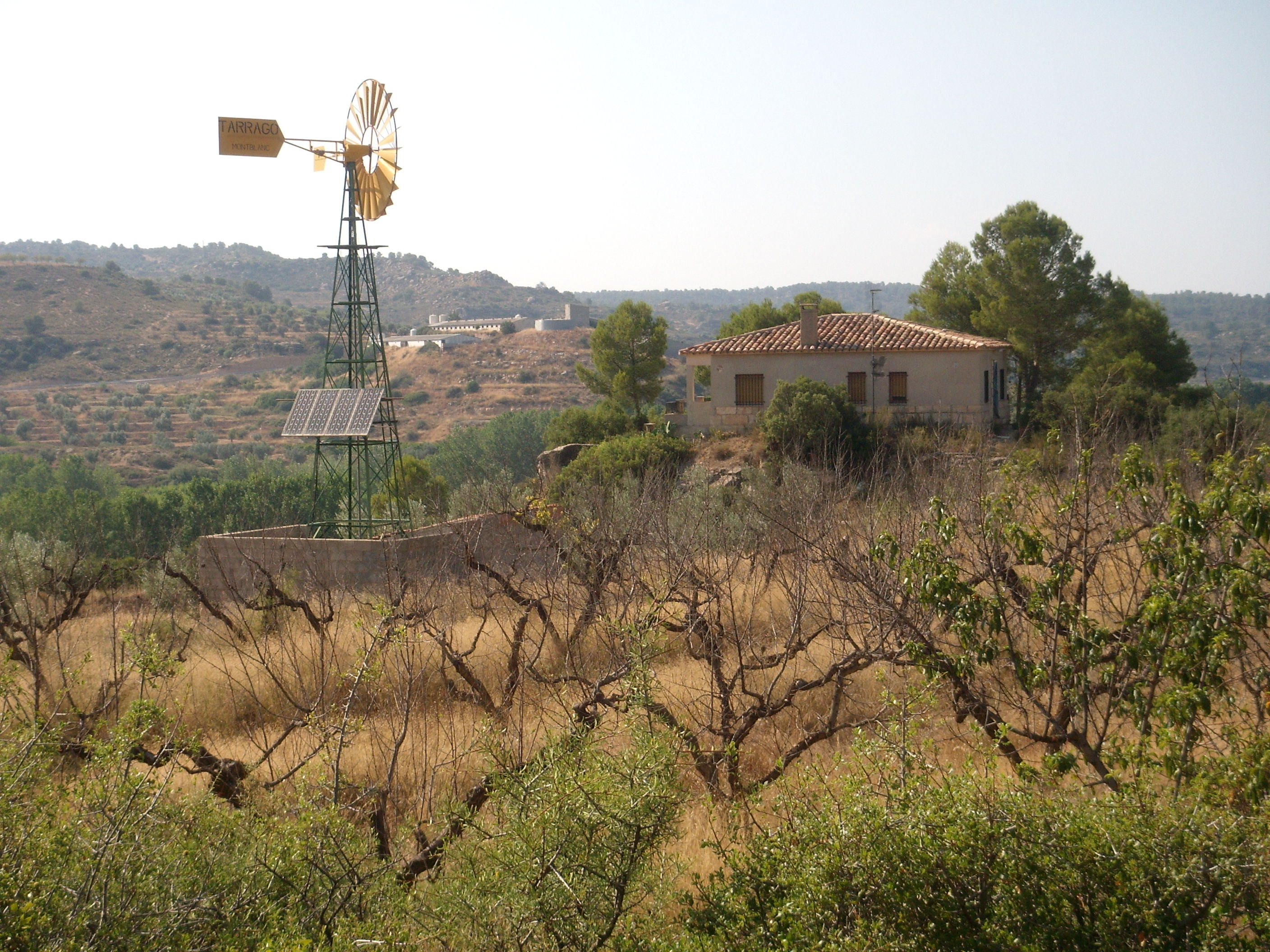
Molino de granja en una finca de Mazaleón (Teruel).

La utilidad de los mecanismos de los molinos de viento para generar energía mecánica se ha aprovechado para otros usos, como sacar agua, de lo que son un ejemplo los empleados en los pólders de Holanda o los clásicos molinos de granja, con estructura metálica. Actualmente se están extendiendo por todos los países los que sirven para producir energía eléctrica. 
Por su forma, todos estos artefactos han mantenido el nombre de molino, lo que a veces puede dar la impresión equivocada que la palabra molino designa a cualquiera de estos o específicamente los de viento. Concretamente, el nombre correcto de los que producen energía eléctrica es aerogeneradores o turbinas eólicas, y las bombas podrían llamarse bombas de agua eólicas.

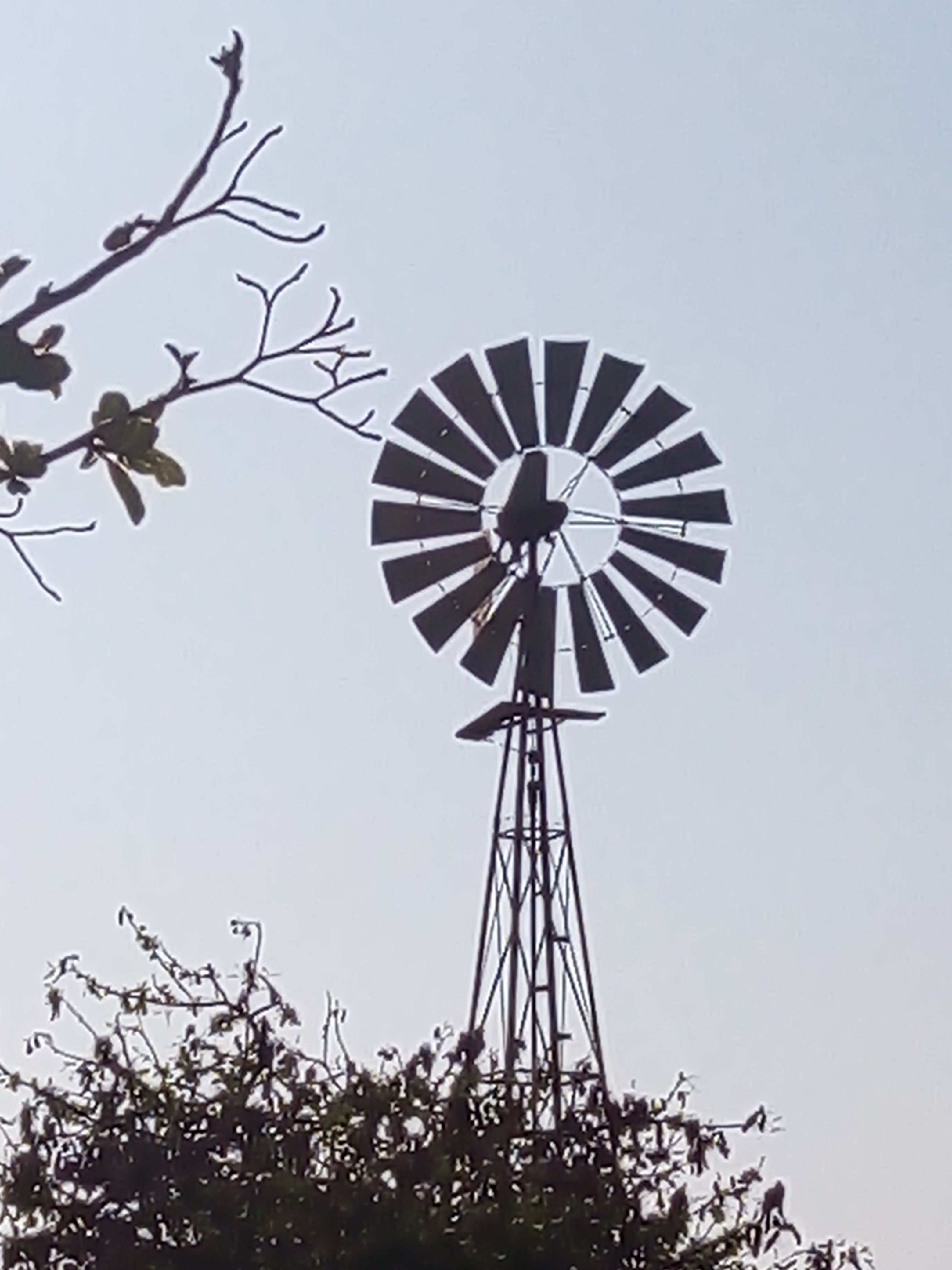
Bomba de agua eólica (mal llamada molino) en México.

Entre las bombas de agua eólicas, las más económicas (que se llaman molinos de granja, aunque no muelen) se desarrollaron en Estados Unidos a fines del siglo XIX y fueron perdiendo vigencia con los nuevos sistemas eléctricos de bombeo más eficientes una vez el suministro de esa corriente se hizo generalizado. Los molineros de Marchigüe no inventaron algo, sino que aprendieron a hacerlos con rústicas herramientas. Las estructuras son generalmente de madera de la zona tensadas con alambres enroscados, las aspas y veletas son de láminas de cinc recortadas, los soportes de los ejes son de acero dulce forjado y los ejes templados tras un proceso de forja. Todo un sistema de lubricación reemplazó las originales grasera y cárteres de aceite de sebo de caballo, usado para lubricar ejes de carreta.